# Passio Domini nostri Jesu Christi secundum Joannem
Passio Domini nostri Jesu Christi secundum Joannem, plus souvent appelé Passio, est une œuvre basée sur la Passion du Christ selon l'Évangile de Jean pour solistes, chœur et orchestre du compositeur estonien Arvo Pärt composée en 1982 et révisée en 1988.

## Historique
Une ébauche de Passio Domini nostri Jesu Christi secundum Joannem a été écrite par Arvo Pärt en 1980 au moment où il fuit l'URSS pour Vienne en Autriche. La première version sera complétée en 1982 puis révisée en 1988 avant d'être enregistrée et publiée.

## Structure
Composé en un mouvement unique divisé en quatre sections par le texte évangélique écrit par Jean, Passio déclame la passion du Christ en utilisant un baryton pour Jésus (ce qui est assez rare, Jésus étant généralement incarné par une voix de basse - chez Bach par exemple), un ténor pour Pilate, un quatuor vocal soprano-alto-ténor-basse pour les quatre Évangélistes et un petit ensemble musical composé d'un hautbois, un violon, un violoncelle, un basson et un orgue.
Les quatre parties sont constituées de 50 phrases chacune, plus une conclusion finale de 10 phrases. L'exécution de l'œuvre dure environ 70 minutes.

## Discographie sélective
- Passio par le Hilliard Ensemble dirigé par Paul Hillier chez ECM, 1988.
- Passio par le Tonus Peregrinus dirigé par Antony Pitts chez Naxos, 2003.
- Johannes Passion par le Candomino Choir dirigé par Tauno Satomaa, chez Elatus, 2006.